# Almindelig vin
Almindelig vin (Vitis vinifera) er en løvfældende lian med kraftig vækstform. Bærrene kaldes vindruer og den gærede frugtsaft for vin. Blomsterne dufter som havereseda og martsviol. Selve planten angribes af mange skadedyr (heriblandt den dødelige vinlus også kaldet vinpest), og frugterne skades ofte af skimmelsvampe og meldug.

## Beskrivelse
Barken er først lysegrøn, senere lysebrun og glat, og til sidst grå og furet med afskallende strimler. Knopperne sidder spredt, og de er brune, glatte og kegleformede. Bladene er hjerteformede med 3-5 lapper og groft savtakket rand. Begge sider er lysegrønne og glatte. Overfor hvert blad dannes en slyngtråd. Høstfarven er gul eller rød.
Blomsterne er bittesmå og sidder i oprette toppe i bladhjørnerne. Frugterne, "druer", bliver kun rigtigt store efter lange og tørre somre. Frøene modner næsten aldrig i Danmark.
Rodnettet er meget kraftigt og når vidt omkring. På kalkrig, løs jord når det også langt ned.
Højde x bredde og årlig tilvækst: 20 x ? m (200 x ? cm/år).

## Hjemsted
Vinstokken hørte oprindeligt hjemme i de blandede løvskove på Kaukasus-bjergenes skråninger. En enkelt variant, V. vinifera var. sylvestris hører muligvis hjemme i skovene i Syd- og Mellemeuropa. Alle steder foretrækker planten en varm, humusrig og tør jord med højt mineralindhold.
I de blandede løvskove på sydøstsiden af Kaukasus i Aserbajdsjan findes arten i sin vildform (V. vinifera subsp. sylvestris) sammen med bl.a. alm. berberis, hassel, jujube, valnød, asiatisk kaki, Carpinus caucasica (en art af avnbøg), Celtis caucasica (en art af nældetræ), duneg, hvid morbær, iransk el, kaukasisk zelkova, kirsebærkornel, kvæde, mispel, navr, orientalsk bøg, papegøjebusk, Prunus divaricata (en art af Kirsebær), smalbladet ask, spidsløn, storbladet lind, vortebirk og ægte kastanje

## Anvendelse
Af vinstokkens bær, druerne, fremstilles der flere, gærede og ugærede produkter:
- Vin
- Hedvin
- Druesaft
- Vindruekerneolie

Ved tørring af druerne fremstiller man forskellige typer af rosiner.
| Portal | Portal:Botanik |